# Ritopek
Ritopek (em cirílico:Ритопек) é uma vila da Sérvia localizada no município de Grocka, pertencente ao distrito de Belgrado, na região de Šumadija. Possuía uma população de 2405 habitantes segundo o censo de 2009.

## Demografia
| 1948  | 1953  | 1961  | 1971  | 1981  | 1991  | 2002  |
| ----- | ----- | ----- | ----- | ----- | ----- | ----- |
| 1 892 | 1 980 | 1 956 | 1 886 | 2 002 | 2 163 | 2 284 |